# 岡崎生三
岡崎 生三（おかざき せいぞう、1851年2月3日（嘉永4年1月3日） - 1910年（明治43年）7月27日）は、日本の陸軍軍人、華族。最終階級は陸軍中将。男爵。

## 経歴
土佐藩士・岡崎俊蔵の長男として土佐国幡多郡中村に生まれる。戊辰戦争出征後の1871年（明治4年）、御親兵として上京し陸軍軍曹、権曹長と昇進し、1872年（明治5年）、陸軍中尉に進む。東京鎮台付などを歴任し、1877年（明治10年）3月から10月まで西南戦争に出征。歩兵第1連隊大隊長、歩兵第6連隊大隊長、大阪鎮台参謀、近衛歩兵第4連隊大隊長などを経て、1889年（明治22年）11月、東宮武官に就任する。
後備歩兵第1連隊長、留守第4師団参謀長などを経て、1895年（明治28年）11月、威海衛占領軍参謀長に就任し1898年（明治31年）5月まで駐留した。参謀本部付、第2師団参謀長などを歴任し、1901年（明治34年）2月、陸軍少将に進級。日露戦争では歩兵第15旅団長として出征し、沙河会戦まで指揮を行った。歩兵第20旅団長などを経て、1906年（明治39年）7月、陸軍中将に昇進し第13師団長に親補された。1907年（明治40年）9月、男爵を叙爵し華族となる。1910年6月に待命となり、翌月に死去した。

## 栄典
位階
- 1901年（明治34年）3月11日 - 正五位[5]
- 1908年（明治41年）6月20日 - 正四位[6]

勲章等
- 1889年（明治22年）11月29日 - 大日本帝国憲法発布記念章[7]
- 1896年（明治29年）5月5日 - 勲三等旭日中綬章[8]
- 1904年（明治37年）11月29日 - 勲二等瑞宝章[9]
- 1906年（明治39年）4月1日 - 功二級金鵄勲章、旭日重光章、明治三十七八年従軍記章[10]
- 1907年（明治40年）9月21日 - 男爵 [11]
- 1908年（明治41年）12月1日 - 勲一等旭日大綬章[12]
- 1909年（明治42年）4月18日 - 皇太子渡韓記念章[13]

外国勲章佩用允許
- 1899年（明治32年）7月4日 - 大清帝国：第三等第一双竜宝星[14]

## 親族
- 長男 岡崎正雄（陸軍大佐）[1]